# Caprimulgus natalensis
Caprimulgus natalensis là một loài chim trong họ Caprimulgidae.